# Troglohyphantes adjaricus
Troglohyphantes adjaricus là một loài nhện trong họ Linyphiidae. Chúng được Andrei V. Tanasevitch miêu tả năm 1987.